# メルセデス・ベンツ L3000
メルセデス・ベンツ L3000（Mercedes-Benz L3000）は、1938年からダイムラー・ベンツAGで生産された、ペイロード3トンのトラック。2つの駆動方式（A:全輪駆動、S:後輪駆動）があり、L3000 Aは1940年から1942年まで、L3000 Sは1944年まで製造された。生産終了までに約33,400台以上が製造され、第二次大戦中のメルセデス・ベンツのトラックとしては最も多く生産された。

## 概要
社内呼称はLGF3000で、水冷直列4気筒ディーゼルエンジンを搭載した。
1939年の戦争開始後には、多数のL3000が物資動員の一部として徴用され、ドイツ国防軍によって使用された。
1939年に策定されたドイツ国防軍のシェル・プランは戦争経済のための戦略的な準備であり、その目的は軍の車両群の保守と修理を簡素化することと、自動車とトラックの種類を大幅に削減し、それらのコンポーネントの標準化を通じて生産を効率化することだった。
1940年1月1日に発効したこの計画によりトラックの車種数が114車種から19車種に統合されたが、ダイムラー・ベンツは下表の様に、3トン、4.5トン、6.5トンの生産を担当した
| 1.5トントラック | 3トントラック      | 4.5トントラック    | 6.5トントラック    |
| --------------- | ------------------ | ------------------ | ------------------ |
| オペル          | オペル             | ダイムラー・ベンツ | ダイムラー・ベンツ |
| フェノーメン    | ドイツ・フォード   | ビュッシング-NAG   | MAN                |
| シュタイアー    | ボルクヴァルト     | ザウラー           | クルップ           |
| -               | ダイムラー・ベンツ | ヘンシェル         | フォマーク         |
| -               | マギルス（KHD）    | マギルス（KHD）    | -                  |
| -               | MAN                | MAN                | -                  |

既存の民生用トラックをベースに製作された簡易ハーフトラック・マウルティア（Sd.Kfz.3）が、戦争中盤以降多用されるようになった。1942年、3トントラックを製造するオペル、ドイツ・フォード、マギルス（KHD）の各社に発注が出たが、ダイムラー・ベンツには3トントラックでの発注はなく4.5トントラックのL4500（Sd.Kfz.3/5）に対してであった。
戦争後半以降は原材料の不足に対応して、主に木材とプレス段ボールで構成された新しい標準キャブも使用した。

### 技術仕様
L3000はラダーフレームを備えた2軸トラックで、前後2軸ともリーフスプリングで懸架されており、フロントアクスルにはシングルタイヤ、リアアクスルにはダブルタイヤが装着した。タイヤサイズは7.50-20で、全輪駆動のL3000 Aにはオフロードトレッド付きのタイヤが装備された。
フットブレーキは油圧で全ての車輪に作用し、パーキングブレーキは後輪のみ作用した。
エンジンは排気量4,849ccのメルセデス・ベンツOM65/4 水冷OHV直列4気筒予燃焼室付きディーゼルエンジンで、燃料はデッケル製かボッシュ製の噴射ポンプによって予燃焼室に噴射された。クランクシャフトは5つのベアリングで保持され、平歯車を介してカムシャフトを駆動した。
エンジンからはシングルディスク乾式クラッチを介して、副変速機付き5速マニュアルトランスミッションに動力が伝達された。L3000 Aでは、動力はトランスミッションから3つのリミテッドスリップデフを介して前後輪に伝達され、副変速機とも前輪駆動はオフにすることもできた。

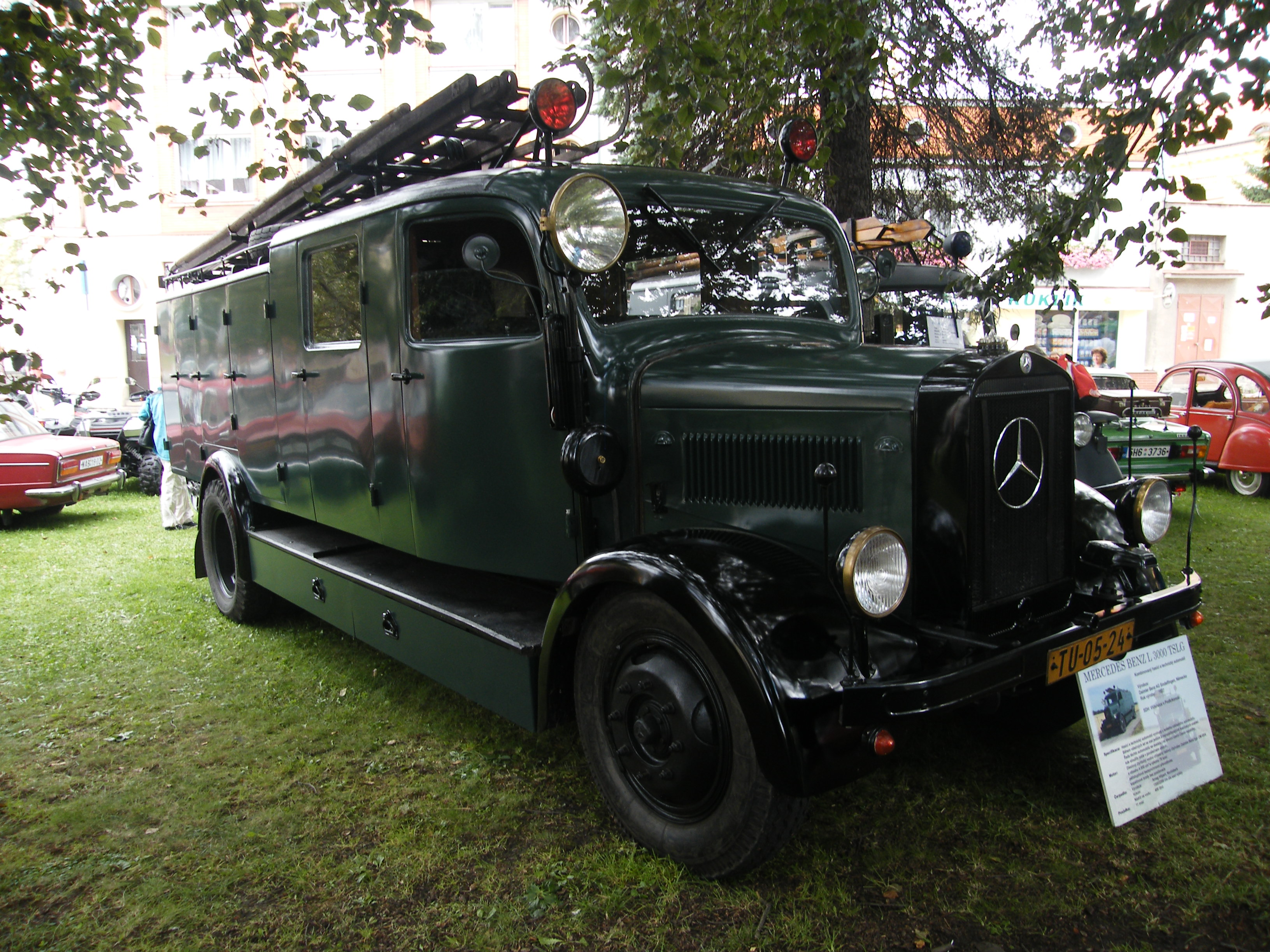
民間の消防車仕様
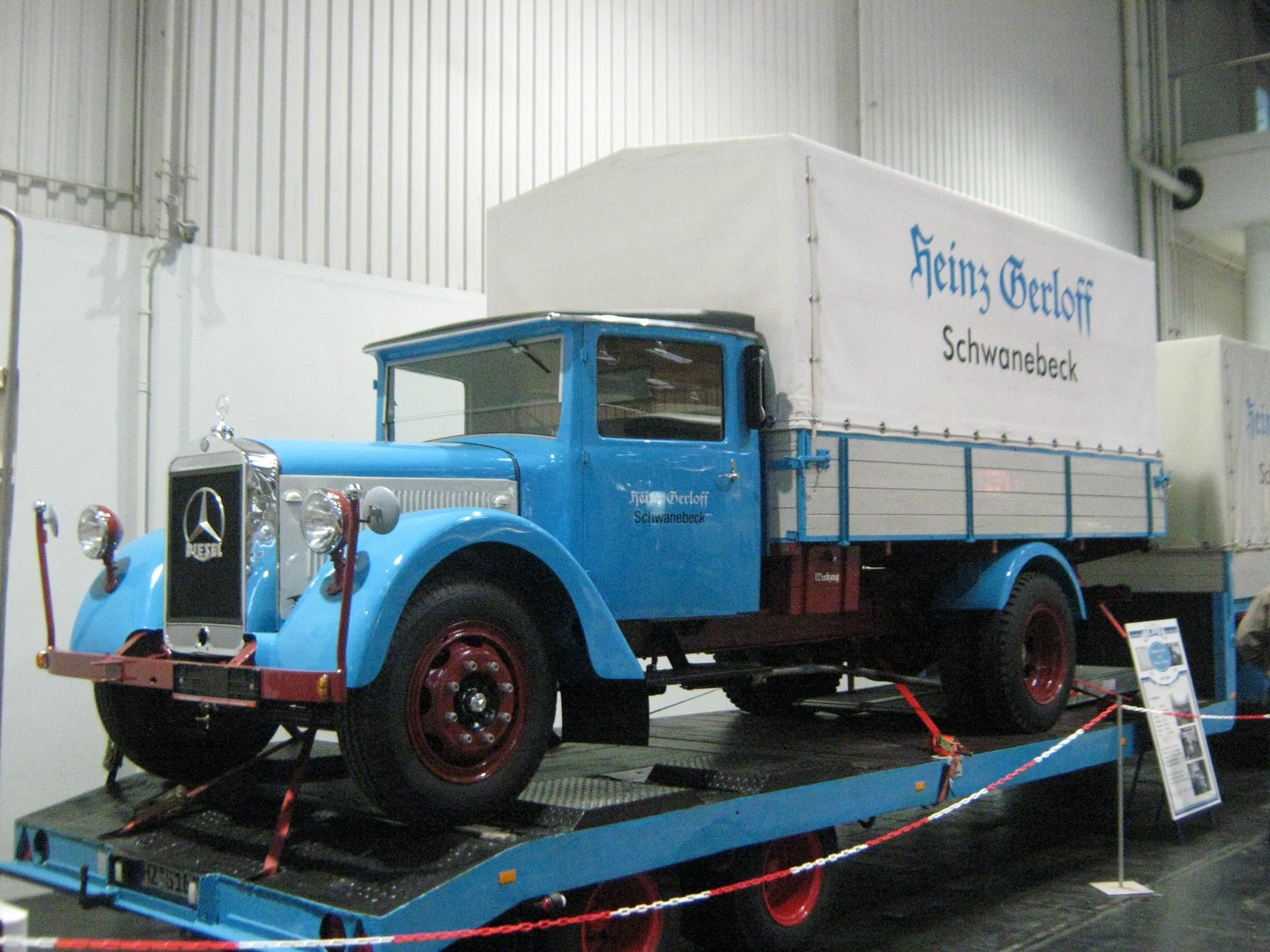
角型キャブ仕様
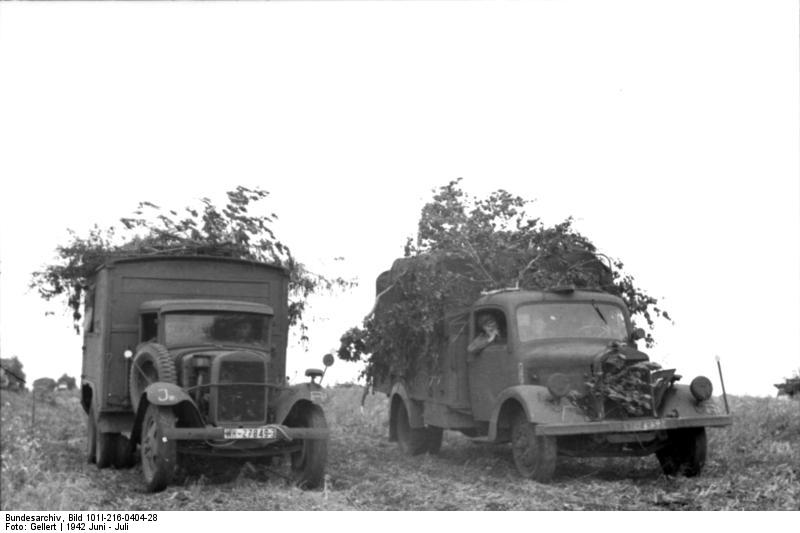
1942年6月、ロシア中部/北部で撮影されたL3000（右）